# Antony Anghie
Antony "Tony" T. Anghie (* 1961) ist ein australischer Jurist und Professor für Völkerrecht an der University of Utah.

## Leben
Seine universitäre Ausbildung absolvierte Anghie zunächst an der Monash University in Melbourne. Dort wurde ihm 1986 der Bachelor of Arts mit der Spezialisierung in postkolonialer Literatur, Politische Philosophie und Entwicklungspolitik verliehen. Im folgenden Jahr erhielt er zudem den Bachelor of Laws mit Vertiefungsrichtung Völkerrecht und Menschenrechte. Beide Abschlüsse bestand er mit Auszeichnung. Während seines Studiums war er unter anderem als wissenschaftlicher Mitarbeiter am Lehrstuhl vom Christopher Weeramantry tätig. Von Juni 1988 bis März 1990 absolvierte er zudem den praktischen Teil der Rechtsanwaltsausbildung bei einer Anwaltskanzlei in Melbourne und wurde dann als Solicitor und Barrister am Obersten Gerichtshof von Victoria und am High Court of Australia zugelassen. Nach Abschluss seines Studiums an der Monash University arbeitete Anghie von März bis Juli 1990 für die Australian Law Reform Commission, bevor er an die Harvard University wechselte, um dort ein Aufbaustudium zu durchlaufen. 1991 erwarb er den Master of Laws und wurde 1995 bei David W. Kennedy mit einer Arbeit im Bereich der Völkerrechtsgeschichte promoviert. Nach Abschluss seines Studiums erhielt er einen Ruf auf eine Professur an der University of Utah. Dort hält er seitdem Vorlesungen zum Völker- und internationalen Investmentrecht. Von 1995 bis 2001 war er zudem für die Konzeption des LL.M-Programms der Universität zuständig. Daneben hatte er bereits zahlreiche Gastprofessuren inne, unter anderem an der London School of Economics, der Cornell University und der American University in Cairo. Anghie ist auch Mitherausgeber verschiedener Fachzeitschriften wie etwa dem American Journal of International Law. Er war bereits mehrfach als Berater von Regierungen und Nichtregierungsorganisationen tätig. So unterstützte er zwischen 1998 und 2000 das Justizministerium Sri Lankas bei der Reform der Juristenausbildung.

## Mitgliedschaften und Auszeichnungen
Anghie gehört seit 1995 der Amerikanischen Gesellschaft für internationales Recht an, in deren Exekutivrat er von 2006 bis 2009 Mitglied war. Seit 2007 gehört er dem Exekutivrat der Asiatischen Gesellschaft für internationales Recht an. In den Jahren 2005 und 2007 wurde er mit dem Outstanding Teacher of the Year Award seiner Universität ausgezeichnet. Für 2023 wurde Anghie die Manley-O.-Hudson-Medaille zugesprochen.

## Publikationen (Auswahl)
- International law in a time of change: should International Law lead of follow? In: American University international law review. Vol. 26, 2011, Nr. 5, ISSN 1520-460X, S. 1315–1369.
- Imperialism, sovereignty, and the making of international law. Cambridge University Press, Cambridge 2005, ISBN 0-521-82892-9.
- The Third World and international order: law, politics and globalization. Nijhoff, Leiden 2003, ISBN 90-411-2166-8.